# Le Musée imaginaire de Michel Butor
Le Musée imaginaire de Michel Butor est un ouvrage de Michel Butor paru en octobre 2015 chez Flammarion. L'écrivain, passionné par les musées, ami de nombreux créateurs, décrit et analyse 105 peintures occidentales constituant son musée imaginaire . Il ne retient qu'une œuvre par artiste.

## Liste des œuvres
L'attribution, le titre et la datation respectent ceux de la réédition posthume de l'ouvrage en 2019, le chapitrage et l'ordre d'apparition des œuvres également.

### Des murs aux pages

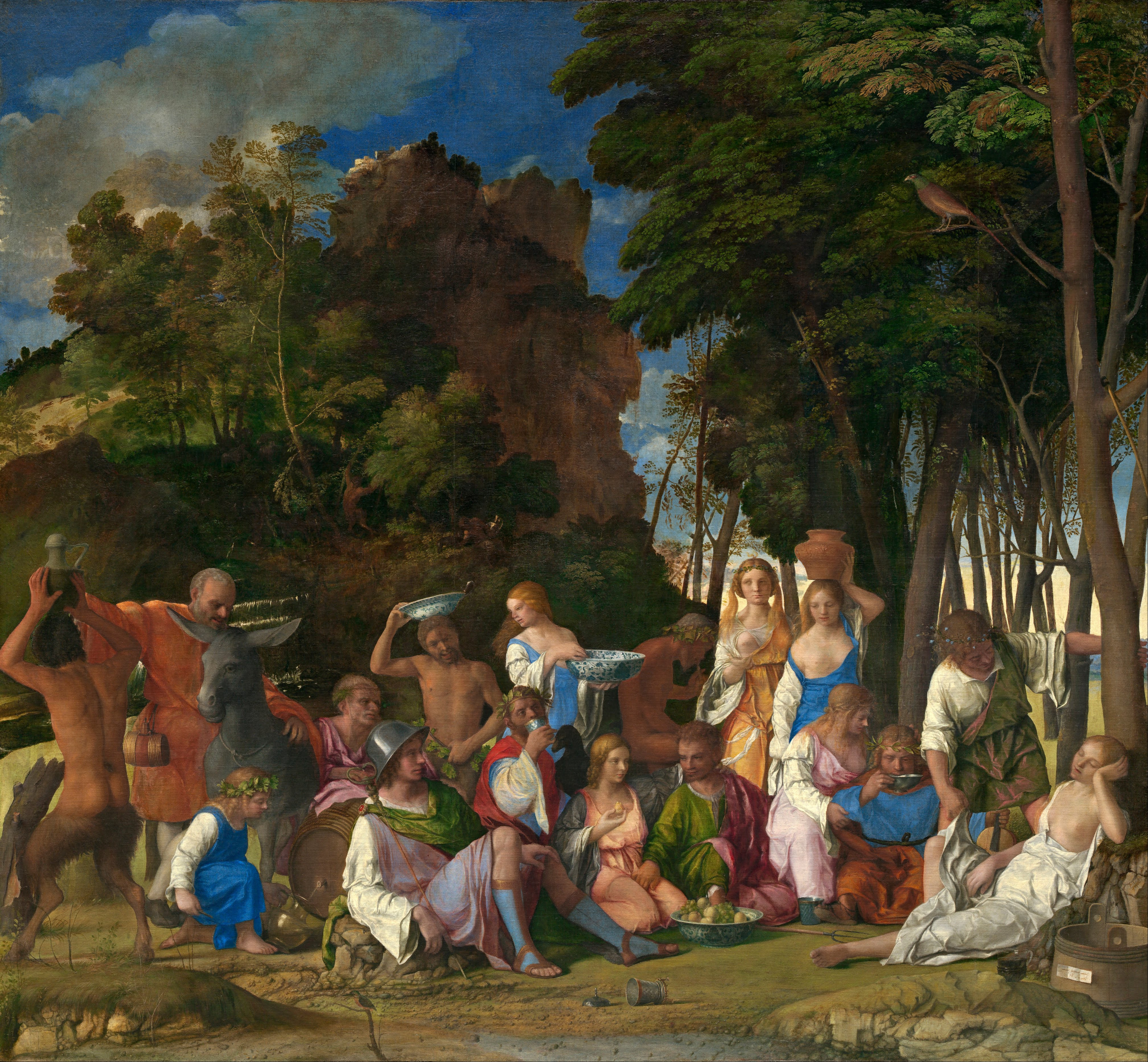
Le Festin des dieux, de Giovanni Bellini et Titien, 1514-1529.

- Giotto di Bondone, La Lamentation sur le Christ mort, v. 1305 — p. 18-21.
- Paolo Uccello, La Chasse dans la forêt, v. 1460 — p. 22-25.
- Fra Angelico et atelier, Christ aux outrages, 1440 — p. 26-28.
- Antonello de Messine, Saint Jérôme dans son cabinet d'étude, v. 1475 — p. 29-31.
- Andrea Mantegna, Mars et Vénus, dit Le Parnasse, v. 1496-1497 — p. 32-35.
- Vittore Carpaccio, La Prédication de saint Étienne, v. 1511-1520 — p. 36-37.
- Piero della Francesca, Portraits de Federico da Montefeltro et de Battista Sforza, v. 1472 — p. 38-41.
- Sandro Botticelli, Le Printemps, début 1480 — p. 42-45.
- Léonard de Vinci, La Vierge, l'Enfant Jésus et Sainte Anne, 1501-1513 (inachevé) — p. 46-48.
- Michel-Ange, Le Jugement dernier, 1536-1541 — p. 49-51.
- Raphaël, L'École d'Athènes, 1508-1511 — p. 52-55.
- Giovanni Bellini et Titien, Le Festin des dieux, 1514-1529 — p. 56-57.
- Giorgione, La Tempête, v. 1505 — p. 58-60.
- Titien, Présentation de la Vierge au temple, v. 1534-1538 — p. 61-63.
- Paul Véronèse, Les Noces de Cana, v. 1562-1563 — p. 64-67.
- Le Tintoret, La Découverte du corps de saint Marc, 1562-1566 — p. 68-71.
- Enguerrand Quarton, Pietà de Villeneuve-lès-Avignon, 1455 — p. 72-75.
- Jean Fouquet, « Construction du temple de Jérusalem » d'après Les Antiquités judaïques de Flavius Josèphe, v. 1470-1475 — p. 76-79.
- Jean Bourdichon, Grandes heures d'Anne de Bretagne, v. 1503-1508 — p. 80-83.

### Le regard du Nord

La Fontaine de Jouvence, de Lucas Cranach l'Ancien, 1546.

- Jan van Eyck, Les Époux Arnolfini, 1434 — p. 86-89.
- Konrad Witz, La Pêche miraculeuse, 1444 — p. 90-91.
- Hugo van der Goes, Retable Portinari, v. 1474-1478 — p. 92-95.
- Dirk Bouts, L'Ascension des élus et La Chute des damnés, v. 1470 — p. 96-99.
- Jérôme Bosch, Le Jardin des délices, v. 1500 — p. 100-105.
- Pieter Brueghel l'Ancien, Le Dénombrement de Bethléem, 1566 — p. 106-109.
- Matthias Grünewald, Retable d'Issenheim, v. 1512-1515 — p. 110-113.
- Hans Memling, Triptyque de saint Jean-Baptiste et saint Jean l'évangéliste, v. 1474-1479 — p. 114-117.
- Lucas Cranach l'Ancien, La Fontaine de Jouvence, 1546 — p. 118-119.
- Albrecht Dürer, L'Adoration de la Sainte Trinité, dit aussi Retable de tous les saints, 1511 — p. 120-123.
- Albrecht Altdorfer, La Bataille d'Alexandre, 1529 — p. 124-127.
- Hans Holbein le Jeune, Les Ambassadeurs, 1533 — p. 128-129.

### Vertiges de la bourgeoisie

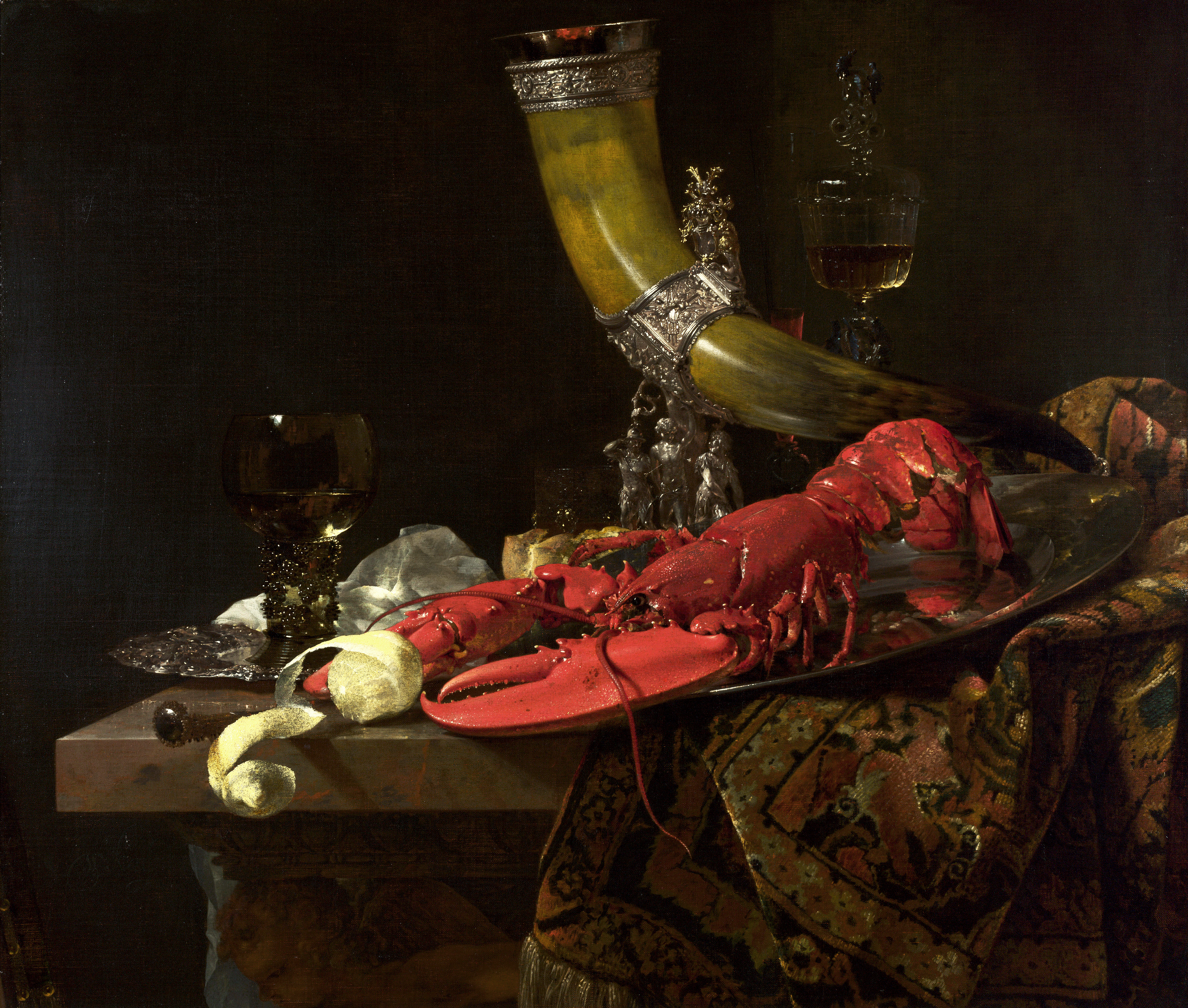
Nature morte avec la corne à boire de la corporation des archers de Saint-Sébastien, un homard et des verres, de Willem Kalf, v. 1653.

- Le Caravage, Corbeille de fruits, v. 1596 — p. 132-133.
- Le Greco, L'Enterrement du comte d'Orgaz, 1586-1588 — p. 134-137.
- Diego Velázquez, Les Ménines, v. 1656 — p. 138-141.
- Bartolomé Esteban Murillo, La Cuisine des anges, 1646 — p. 142-145.
- Rembrandt Harmensz van Rijn, L'Aveuglement de Samson, 1636 — p. 146-149.
- Francisco de Zurbarán, La Maison de Nazareth, v. 1635-1640 — p. 150-153.
- Pierre Paul Rubens, Le Grand Jugement dernier, 1617 — p. 154-157.
- Antoon van Dyck, Lord John Stuart et son frère, lord Bernard Stuart, v. 1638 — p. 158-161.
- Nicolas Poussin, Paysage avec les funérailles de Phocion, v. 1648 — p. 162-165.
- Claude Gelée, dit Le Lorrain, L'Embarquement de la reine de Saba, 1648 — p. 166-169.
- Georges de La Tour, Le Tricheur à l'as de carreau, 1633-1639 — p. 170-171.
- Philippe de Champaigne, La Mère Catherine-Agnès Arnauld (1593-1671) et la Sœur Catherine de Sainte-Suzanne Champaigne (1636-1686), dit Ex-voto de 1662, 1662 — p. 172-173.
- Louis (ou Antoine ?) Le Nain, Famille de paysans dans un intérieur, v. 1642 — p. 174-177.
- Johannes Vermeer, L'Art de la peinture, dit aussi L'Atelier de l'artiste, v. 1666-1668 — p. 178-181.
- Jacob van Ruysdaël, Le Cimetière juif, v. 1655-1660 — p. 182-183.
- Willem Kalf, Nature morte avec la corne à boire de la corporation des archers de Saint-Sébastien, un homard et des verres, v. 1653 — p. 184-186.
- Pieter Saenredam, Intérieur d'une église à Utrecht, 1644 — p. 187-189.
- Jean-Étienne Liotard, Autoportrait dit « à la longue barbe », 1751-1752 — p. 190-193.
- Canaletto, La Tamise de Somerset House Terrace vers Westminster, v. 1750-1751 — p. 194-195.
- Bernardo Bellotto, Les Ruines de l'église Sainte-Croix à Dresde, 1765 — p. 196-197.
- William Hogarth, Le Libertin à Bedlam de la série « La Carrière du libertin », 1734 — p. 198-201.
- Jean-Siméon Chardin, Le Bénédicité, 1744 — p. 202-203.
- Jean-Antoine Watteau, L'Enseigne de Gersaint, 1721 — p. 204-205.
- Jean-Honoré Fragonard, Le Petit Parc, v. 1760-1763 — p. 206-207.

### La révolution qui n'en finit pas

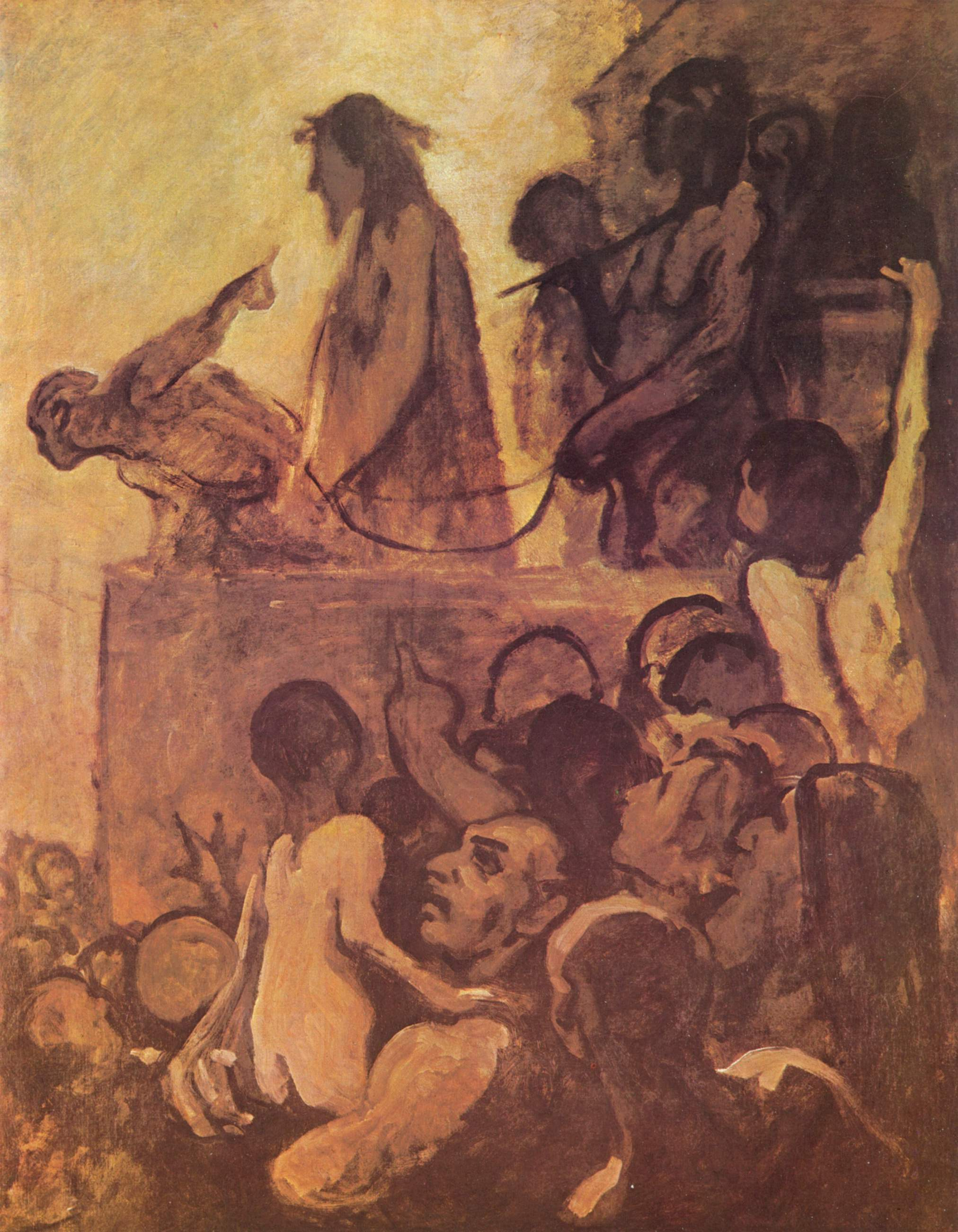
Ecce homo, d'Honoré Daumier, v. 1849-1852.

- William Blake, Béhémoth et Léviathan, illustrations du Livre de Job, 1825 — p. 210-211.
- Heinrich Füssli, Le Cauchemar, 1790-1791 — p. 212-213.
- Francisco de Goya, Le Colosse, v. 1808-1812 — p. 214-216.
- Jacques-Louis David, La Mort de Marat, dit aussi Marat assassiné, 1793 — p. 217-219.
- Eugène Delacroix, Prise de Constantinople par les croisés (le 12 avril 1204), dit aussi L'Entrée des croisés à Constantinople, v. 1840 — p. 220-221.
- Jean-Auguste Dominique Ingres, Le Bain turc, 1862 — p. 222-225.
- Théodore Géricault, Le Radeau de la Méduse, v. 1819 — p. 226-227.
- Caspar David Friedrich, Falaises de craie sur l'île de Rügen, v. 1818-1819 — p. 228-231.
- Jean-Baptiste Camille Corot, Souvenir de Mortefontaine, 1864 — p. 232-233.
- Honoré Daumier, Ecce homo, v. 1849-1852 — p. 234-235.
- Gustave Courbet, L'Atelier du peintre, dit aussi L'Atelier du peintre, allégorie réelle déterminant une phase de sept années de ma vie artistique, 1854-1855 — p. 236-239.
- Henri Fantin-Latour, Un coin de table, 1872 — p. 240-243.
- Sir Edward Coley Burne-Jones, Le Roi Cophetua et la Jeune Mendiante, 1884 — p. 244-247.
- Gustave Moreau, Jupiter et Sémélé, 1895 — p. 248-251.

### La technique au défi

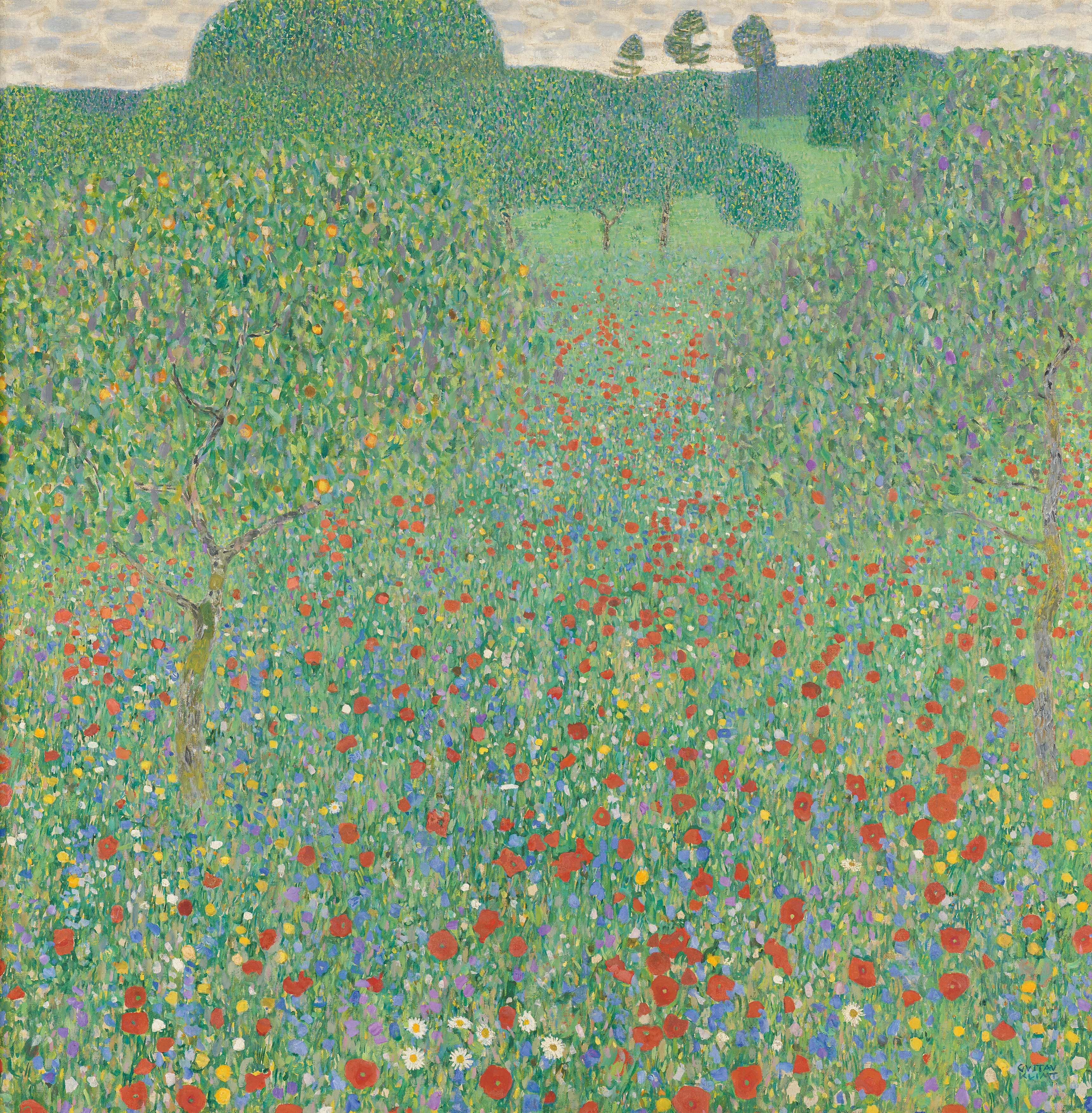
Champ de coquelicots, de Gustav Klimt, 1907.

- Joseph Mallord William Turner, Pluie, vapeur et vitesse, 1844 — p. 254-255.
- Pierre Auguste Renoir, Bal du moulin de la Galette, 1876 — p. 256-259.
- Édouard Manet, Le Déjeuner sur l'herbe, 1862-1863 — p. 260-263.
- Claude Monet, Impression, soleil levant, 1873 — p. 264-267.
- Edgar Degas, L'Orchestre de l'Opéra, v. 1870 — p. 268-271.
- Henri de Toulouse-Lautrec, Écuyère (au cirque Fernando), 1887-1888 — p. 272-273.
- James Abbott McNeill Whistler, Arrangement en gris et noir n°2 : portrait de Thomas Carlyle, 1872-1873 — p. 274-276.
- Paul Cézanne, Nature morte avec amour en plâtre, v. 1895 — p. 277-279.
- Edvard Munch, Cheval au galop, 1910-1912 — p. 280-281.
- Vincent van Gogh, Nature morte avec planche à dessiner et oignons, 1889 — p. 282-283.
- Paul Gauguin, D'où venons-nous ? Où sommes-nous ? Où allons-nous ?, 1897-1898 — p. 284-287.
- Odilon Redon, Pégase et l'hydre, v. 1907 — p. 288-289.
- Le Douanier Rousseau, Moi-même, portrait paysage, 1890 — p. 290-293.
- Georges Seurat, Un dimanche après-midi à la Grande Jatte, 1884-1886 — p. 294-297.
- Pierre Bonnard, Signac et ses amis en bateau, v. 1924 — p. 298-299.
- Gustav Klimt, Champ de coquelicots, 1907 — p. 300-301.
- Egon Schiele, La Famille, 1918 — p. 302-305.

### Interrogations sans frontières

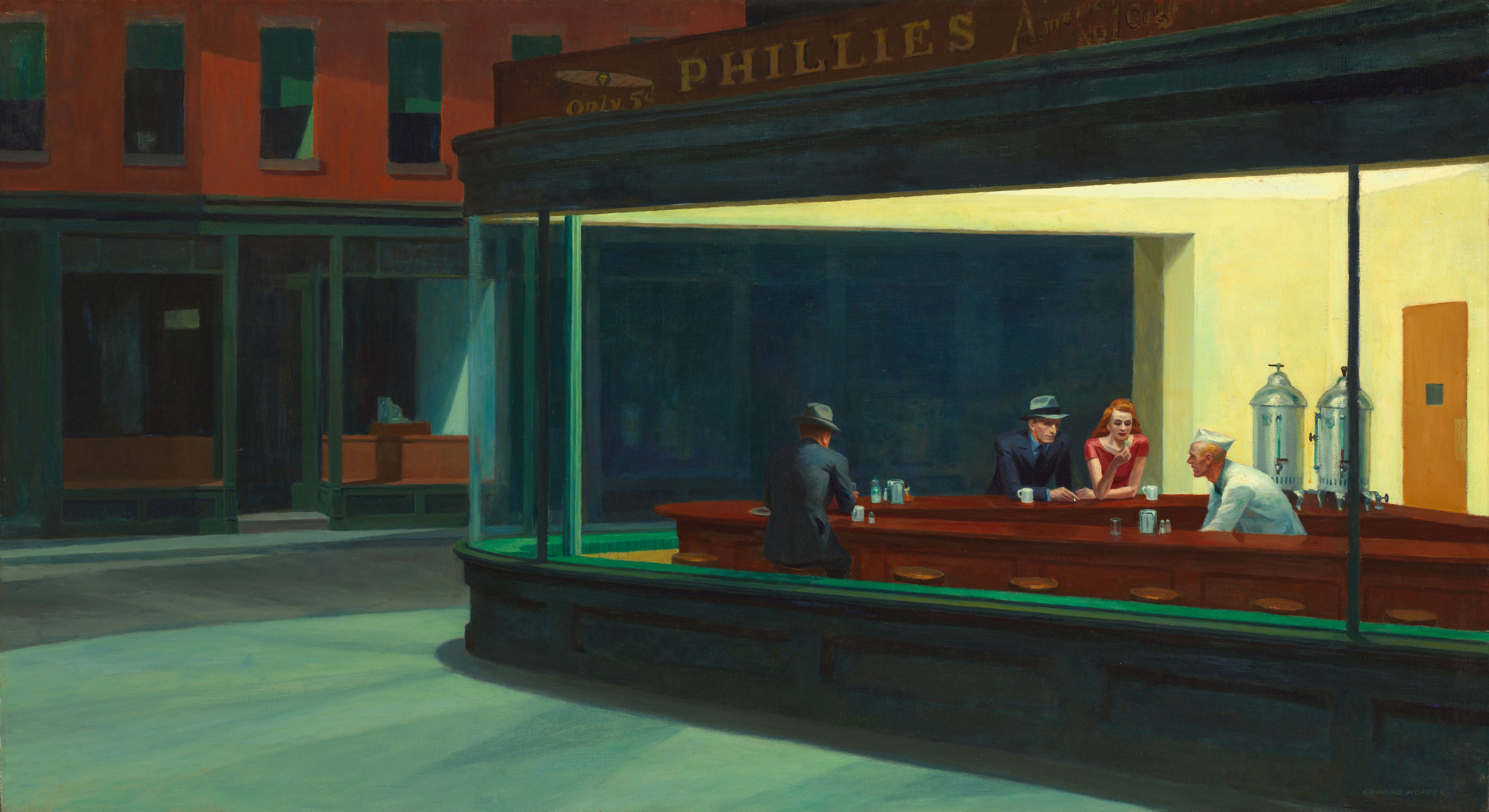
Nighthawks, d'Edward Hopper, 1942.

- Henri Matisse, La Danse, 1932-1933 — p. 308-311.
- Pablo Picasso, Guernica, 1937 — p. 312-315.
- Marcel Duchamp, La Mariée mise à nu par ses célibataires, même, 1915-1923 — p. 316-318.
- Georges Braque, L'Atelier au crâne, 1938 — p. 319-321.
- Giorgio De Chirico, La Conquête du philosophe, 1913-1914 — p. 322-324.
- René Magritte, L'Art de la conversation IV, 1950 — p. 325-327.
- Max Ernst, La Ville entière, 1935-1936 — p. 328-329.
- Salvador Dalí, Le visage de Mae West pouvant être utilisé comme appartement surréaliste, 1934-1935 — p. 330-333.
- Joan Miró, Nature morte au vieux soulier, 1937 — p. 334-335.
- Balthus, La Rue, 1933 — p. 336-337.
- Vassily Kandinsky, Accord réciproque, 1942 — p. 338-341.
- Paul Klee, Villa R, 1919 — p. 342-344.
- Piet Mondrian, Composition n°12 avec bleu, 1936-1942 — p. 345-347.
- Edward Hopper, Nighthawks, 1942 — p. 348-349.
- Jackson Pollock, Number 1, 1950 (Lavender Mist), 1950 — p. 350-351.
- Mark Rothko, N°14 (White and Greens in Blue), 1957 — p. 352-354.
- Antoni Tàpies, Le Chapeau renversé, 1967 — p. 355-357.
- Francis Bacon, Étude d'après le portrait du pape Innocent X par Velázquez, 1953 — p. 358-361.
- Jean-Michel Basquiat, Notary, 1983 — p. 362-365.